# Knäuel-Binse

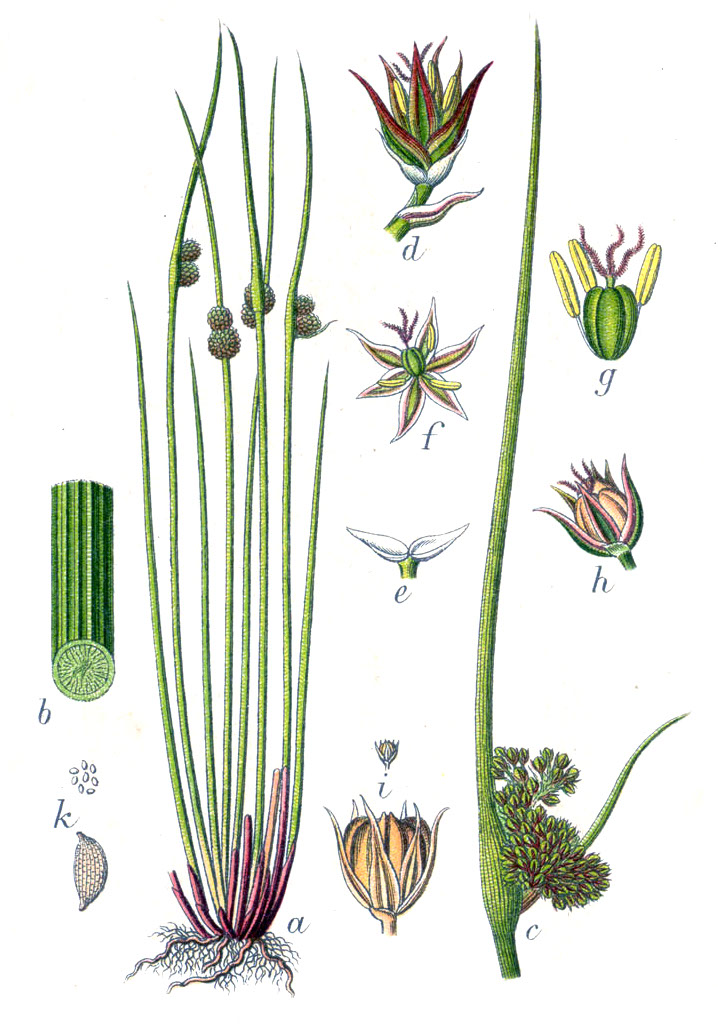
Illustration

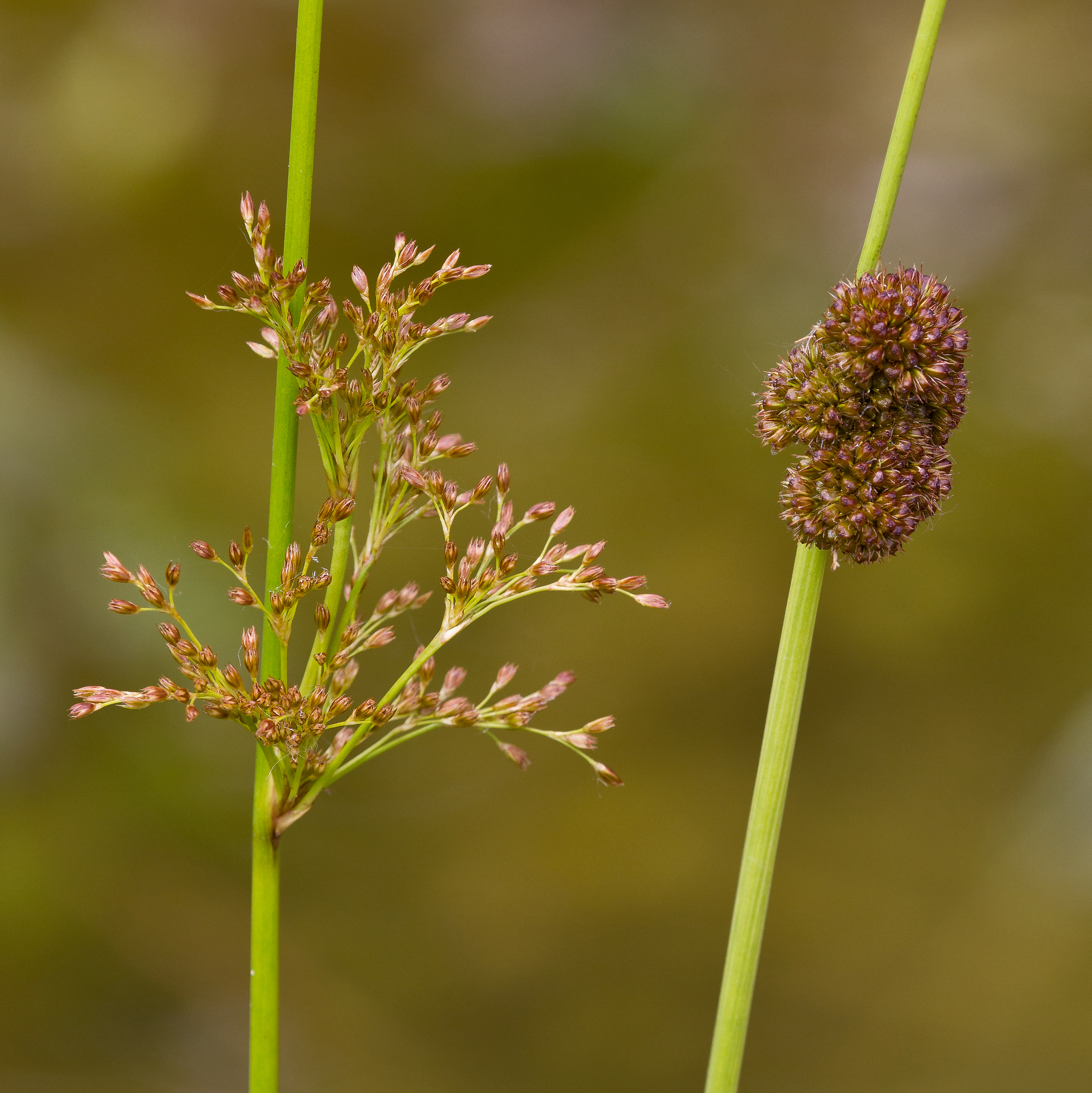
Flatter-Binse (links) und Knäuel-Binse (rechts)

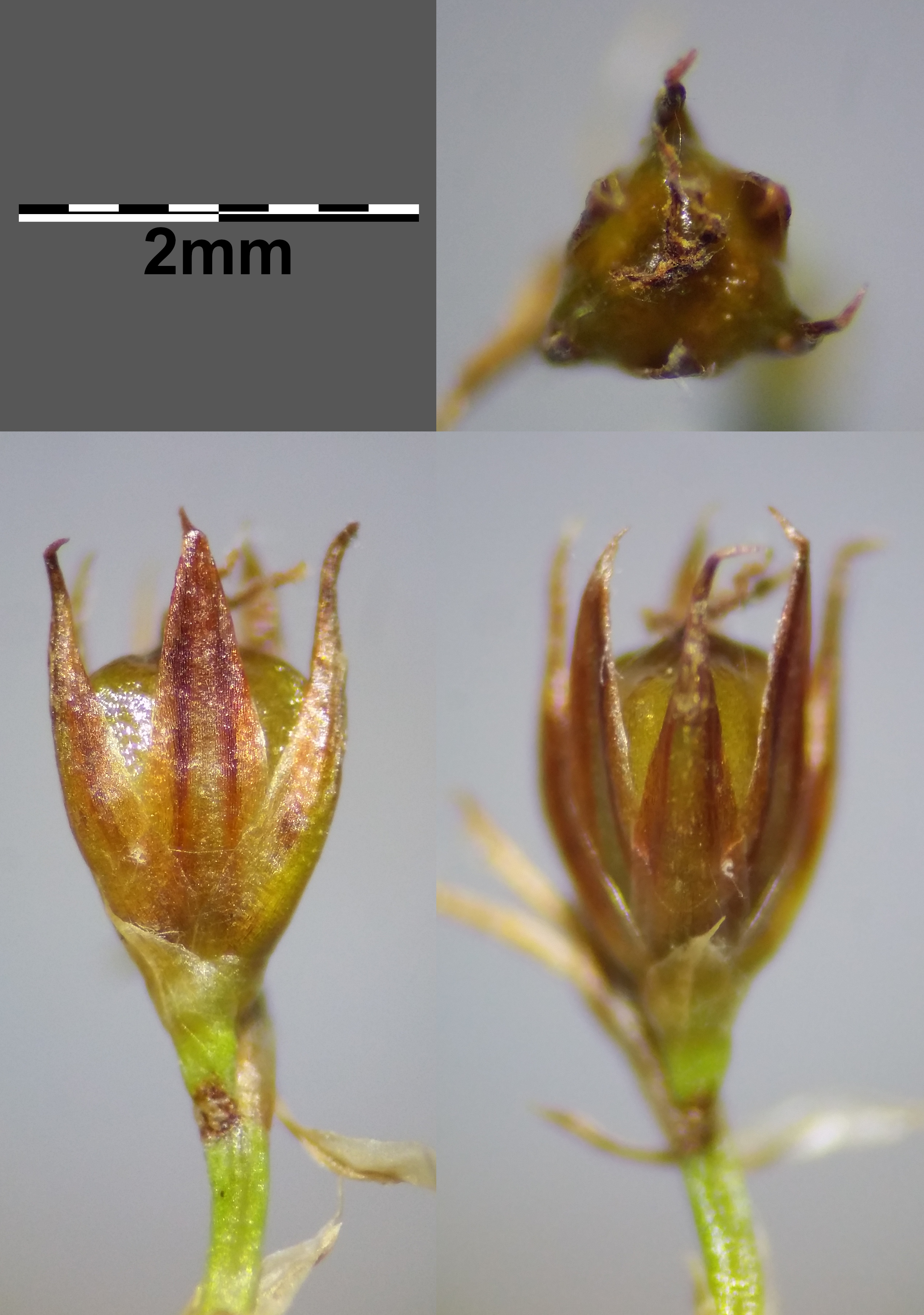
Frucht

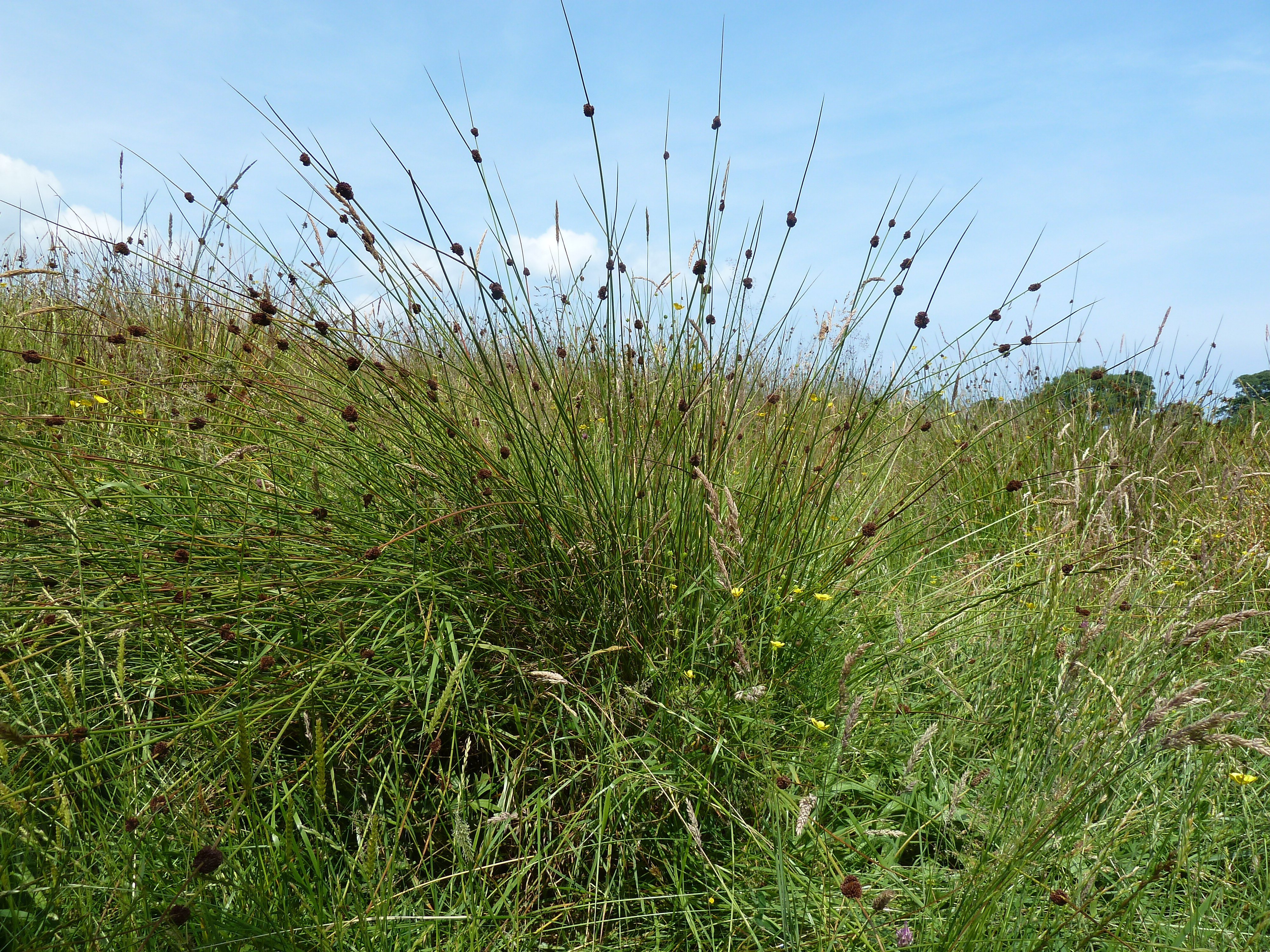
Bestand der Knäuel-Binse in Irland

Die Knäuel-Binse (Juncus conglomeratus) ist eine Pflanzenart, die zur Gattung der Binsen (Juncus) in der Familie der Binsengewächse gehört.

## Beschreibung

### Vegetative Merkmale
Die Knäuel-Binse ist ein sommergrüner, mehrjähriger, Hemikryptophyt, der ohne Ausläufer oft in dichten Horsten wächst. Die dunkel- bis graugrüne Pflanze erreicht Wuchshöhen zwischen 30 und 100 (bis 150) Zentimetern. Die röhrigen, mit Mark gefüllten Stängel wachsen starr aufrecht und tragen feine Längsrippen. Sie tragen nur ein den Blütenstand überragendes Blatt. Die basalen Blattscheiden sind hell rotbraun und stumpf; die obersten haben oft eine sehr kleine Blattspreite.

### Generative Merkmale
Die Knäuel-Binse blüht zwischen Mai und Juli. Der Blütenstand ist eine scheinbar seitenständige, vielblütige Spirre. Diese ist oft kompakt kopfig zusammengezogen, seltener locker ausgebreitet. Die sechs gleich großen Perigonblätter sind zwischen 2,5 und 3,5 Millimeter lang. Sie sind schmal eiförmig und lang zugespitzt, rotbraun, oft mit grünem Mittelstreifen, schmal hautrandig und meist länger als die Frucht. Die meist nur 3 Staubblätter sind ein Drittel bis halb so lang wie die Blütenhüllblätter. Die Staubbeutel sind länger als die Staubfäden und bandförmig. Die drei aufrechten Narben sind 0,6 bis 1 Millimeter lang und rot. Der Fruchtknoten ist dreimal so lang wie der Griffel. Die Früchte sind dreikantige Kapseln. Sie sind oben verbreitert und etwas eingesenkt. Der Griffel sitzt in dieser Vertiefung. Die Samen sind etwa 0,5 Millimeter lang und rotbraun.
Die Chromosomenzahl beträgt 2n = 40 oder 42.

## Ähnliche Arten
Ein deutlicher Unterschied zwischen der Flatter-Binse (Juncus effusus) und der Knäuel-Binse besteht am sichersten in der Langsstreifung des Stängels unterhalb des Blütenstands. Der Stängel der Flatter-Binse ist dort glatt, bei der Knäuel-Binse ist er gestreift.

## Verbreitung und Standort
Die Knäuel-Binse ist in Europa, Westasien und Nordafrika beheimatet. Sie kommt in fast allen Ländern Europas vor und fehlt nur in Albanien, Island, Moldau und Spitzbergen. In Nordamerika, Venezuela und Neuseeland ist die Art ein Neophyt. Sie steigt in den Alpen bis etwa 1900 Meter Meereshöhe auf.
Sie wächst in wechselfeuchten Ruderalfluren, in Feuchtwiesen, an Wegen, an Gräben und auch in Waldschlägen. Sie kommt vor allem in Pflanzengesellschaften des Verbands Juncion acutiflori, aber auch in bodensauren Gesellschaften der Verbände Molinion oder Calthion vor.
Die Knäuel-Binse ist eine Halblicht- bis Volllichtpflanze. Ihr ökologischer Schwerpunkt liegt auf wechselfeuchten, sauren bis mäßig sauren, stickstoffarmen Böden.
Die ökologischen Zeigerwerte nach Landolt et al. 2010 sind in der Schweiz: Feuchtezahl F = 3+w+ (feucht aber starak wechselnd), Lichtzahl L = 4 (hell), Reaktionszahl R = 2 (sauer), Temperaturzahl T = 3+ (unter-montan und ober-kollin), Nährstoffzahl N = 3 (mäßig nährstoffarm bis mäßig nährstoffreich), Kontinentalitätszahl K = 2 (subozeanisch).

## Ökologie
Die Bestäubung der Blüten erfolgt durch den Wind (Anemophilie). Die Diasporen werden ebenfalls durch den Wind verbreitet (Anemochorie) oder durch Anhaften im Fell oder im Gefieder von Tieren (Epizoochorie).

## Taxonomie
Die Knäuel-Binse wurde 1753 von Carl von Linné in Species Plantarum Tomus 1, S. 326 als Juncus conglomeratus erstbeschrieben. Synonyme von Juncus comglomeratus L. sind Juncus subuliflorus Drejer, Juncus leersii T. Marsson, Agathryon conglomeratum (L.) Záv. Drábk. & Proćków und Juncus effusus subsp. conglomeratus (L.) Husn. Das Art-Epitheton conglomeratus (lat.) = geknäuelt, gehäuft nimmt auf den kopfig zusammengezogenen Blütenstand Bezug.